# تویوتا جی‌ار یاریس رالی۱
تویوتا جی‌ار یاریس رالی۱ یک خودروی ساخته شده در کلاس رالی۱ است که توسط تویوتا گازو ریسینگ ساخته شده است و از سال ۲۰۲۲ در مسابقات رالی قهرمانی جهان فعالیت داشته است. نمونه اولیه خودرو بر اساس خودروی تولیدی تویوتا یاریس ساخته شده است. این خودرو در سال ۲۰۲۲ برنده جایزه خودرو برتر رالی اتواسپورت سال شد.

## نتایج رالی قهرمانی جهان

### نتایج کلی رالی
| سال  | عنوان قهرمانی                          | رقبا                              | ورودی | برد‌ها | سکو‌ها | امتیازات | منبع.       |
| ---- | -------------------------------------- | --------------------------------- | ----- | ----- | ----- | -------- | ----------- |
| ۲۰۲۲ | قهرمانی سازندگان رالی قهرمانی جهان     | تیم رالی جهانی تویوتا گازو ریسینگ | ۳۹    | ۷     | ۲۰    | ۵۲۵      | [ ۵ ] [ ۶ ] |
| ۲۰۲۲ | قهرمانی رانندگان رالی قهرمانی جهان     | کاله رووانپرا                     | ۱۳    | ۶     | ۸     | ۲۵۵      | [ ۵ ] [ ۶ ] |
| ۲۰۲۲ | قهرمانی کمک رانندگان رالی قهرمانی جهان | یون هالتونن                       | ۱۳    | ۶     | ۸     | ۲۵۵      | [ ۵ ] [ ۶ ] |
| ۲۰۲۳ | قهرمانی سازندگان رالی قهرمانی جهان     | تیم رالی جهانی تویوتا گازو ریسینگ | ۳۹    | ۸     | ۱۷    | ۵۴۸      |             |
| ۲۰۲۳ | قهرمانی رانندگان رالی قهرمانی جهان     | کاله رووانپرا                     | ۱۳    | ۳     | ۸     | ۲۵۰      |             |
| ۲۰۲۳ | قهرمانی کمک رانندگان رالی قهرمانی جهان | یون هالتونن                       | ۱۳    | ۳     | ۸     | ۲۵۰      |             |

### بردهای رالی قهرمانی جهان
| سال  | شماره. | رویداد           | سطح مسیر | راننده        | کمک-راننده  | تیم                          | منبع. |
| ---- | ------ | ---------------- | -------- | ------------- | ----------- | ---------------------------- | ----- |
| ۲۰۲۲ | ۱      | رالی سوئد ۲۰۲۲   | برف      | کاله رووانپرا | یون هالتونن | تویوتا گازو ریسینگ دبلیوآرتی | [ ۷ ] |
| ۲۰۲۲ | ۲      | رالی کرواسی ۲۰۲۲ | آسفالت   | کاله رووانپرا | یون هالتونن | تویوتا گازو ریسینگ دبلیوآرتی | [ ۸ ] |
| ۲۰۲۲ | ۳      | رالی پرتغال ۲۰۲۲ | سنگ ریزه | کاله رووانپرا | یون هالتونن | تویوتا گازو ریسینگ دبلیوآرتی | [ ۹ ] |